# محافظة تيموتو
تيموتو (Temotu) هي محافظة تقع في أقصى الشرق من جزر سليمان. المحافظة كانت معروفة سابقاً بمحافظة جزر سانتا كروز. تتألف بشكل أساسي من اثنتين من سلاسل الجزر اللتين توازيان بعضهما البعض من المنطقة الشمالية الغربية إلى المنطقة الجنوبية الشرقية. عدد سكانها 18912 نسمة، ومساحتها 895 كم2.
الجزر أو مجموعات الجزر الموجودة في المحافظة:
- أنوتا
- فاتوتاكا
- توماكو
- جزر سانتا كروز
- ريف آيلاندس
- تيكوبيا
- تيناكولا

العاصمة الإقليمية هي لاتا، الموجودة في نيندو، أكبر وأهم جزر سانتا كروز.